# Vägfärja
Denna artikel handlar om båttypen. För bilfärjelinjer, se Bilfärja.

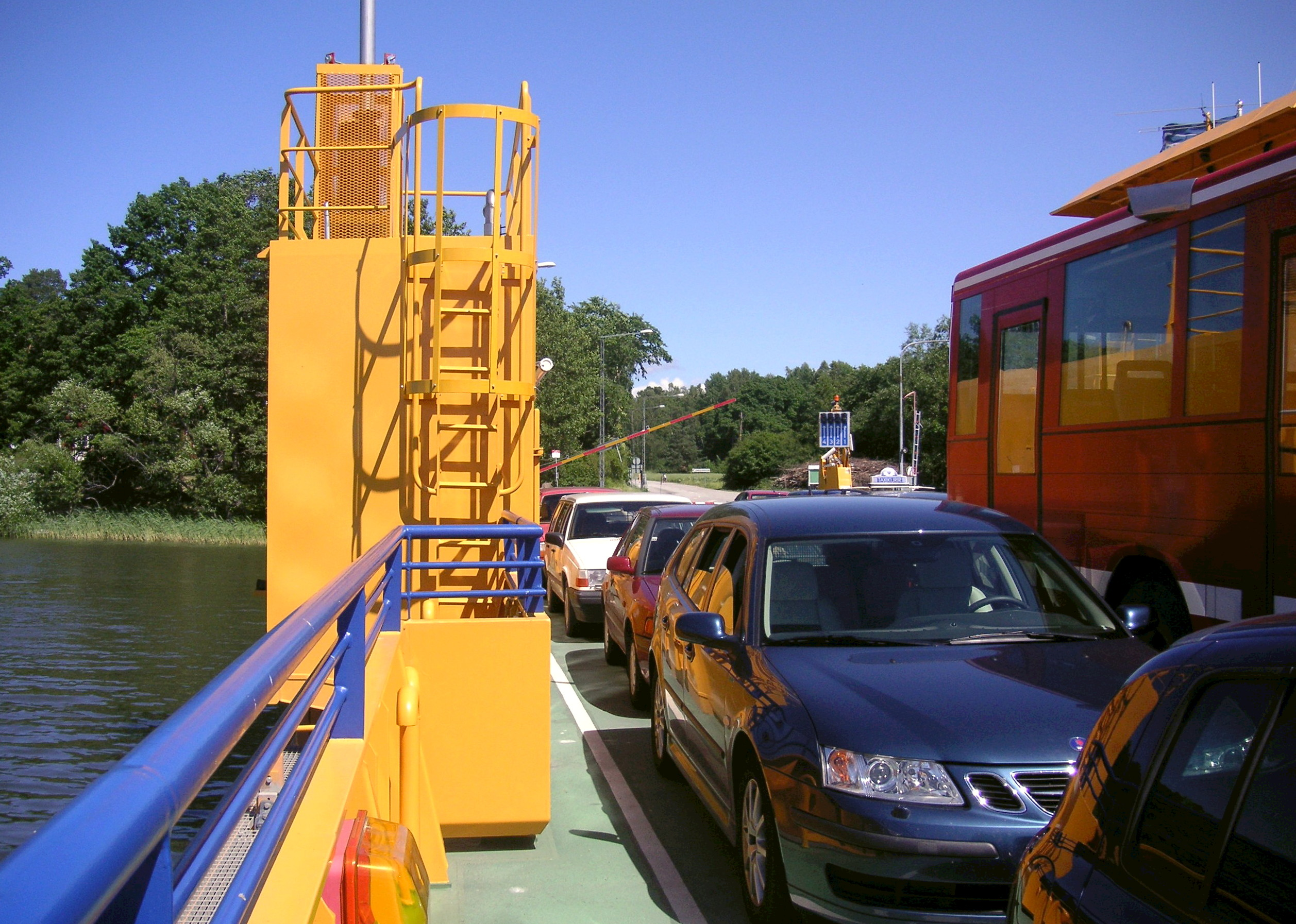
Ombord på en vägfärja vid Adelsö, en ö i Mälaren, 2007.

En vägfärja är en mindre typ av bilfärja, som används på kortare sträckor, och ersätter vägen över vatten där annan förbindelse saknas. Om det byggs en fast förbindelse, exempelvis en bro eller tunnel, blir vägfärjan då oftast överflödig och läggs ner.
Vägfärjan är främst avsedd för transport, och saknar exempelvis passagerarhytter, lekrum, dansrestauranger och affärer. Under resan sitter man oftast kvar inuti bilen eller bussen, något som efter Estoniakatastrofen den 28 september 1994 inte längre är tillåtet på flera större bil- och tågfärjor.

## Finland
I Finland finns det färjor både i skärgården och i älvar och insjöar.
Juridiskt delas färjorna upp i vajerfärjor (linfärjor) och fritt gående färjor.

## Sverige
I Sverige är det normalt Trafikverket Färjerederiet som ansvarar för trafiken med vägfärja. Den säsongsöppna (maj–september) färjeleden Torpön–Blåviks socken i Östergötlands län och Hovnäs färja (april–oktober) mellan Dalarnas län och Västmanlands län, samt några färjeleder till, drivs dock privat och är avgiftsbelagda.

### Fotnoter
1. ↑  ”Sjötrafiklag (782/2019)”. https://www.finlex.fi/sv/laki/alkup/2019/20190782. 3 § Definitioner, 7 punkten och 92 § Korsande färjled
2. ↑  ”Historia”. Trafikverket Färjerederiet. http://www.trafikverket.se/farjerederiet/om-farjerederiet/Organisation/Historia/. Läst 22 november 2015.